# げらげらブース物語
『げらげらブース物語』(～ものがたり)は、オランダのウィル・レイマーカーズの漫画（コミック・ストリップ）を原作としたテレビアニメである。1987年4月7日から1988年3月29日までテレビ東京系で放送された。全52話。

## 登場人物
ブース（牛）
声 - 神谷明
牛の農夫で、牧歌的な生活を謳歌している。
タット（亀）
声 - 鈴置洋孝
ブースの親友であるカメ。
モグラ
声 - 伊倉一恵

## スタッフ
- 原作 - ウィル・レイマーカーズ、ティス・ウィルムズ、なかはらまき
- プロデューサー - 中村経臣（テレビ東京）、多葉田一夫（テレスクリーン（英語版））、高橋澄夫、栃平吉和
- 文芸担当 - 平谷寿敏
- 編集 - 森田清次、坂本雅紀
- 音楽 - 風戸慎介[注 1]
- 音響監督 - 松浦典良
- 総監督 - 笹川ひろし
- 製作協力 - 和光プロ、メンダー[注 2]
- 製作 - テレビ東京、テレスクリーン

### 各話スタッフ
- 脚本 - 十品薫、大平敏、内田幸子、古川尚、大西清、山森拓人
- 絵コンテ・演出 - 笹川ひろし、舛成孝二、鈴木康彦、秦泉寺博、原征太郎、小柴純弥、やすみ哲夫、石崎すすむ、楠田悟、佐久間信計、遠藤克巳、栗山美秀、宇津木雅信、茂木智里、綴爆、昆進之介、米谷良知、南波千浪、望月隆史、元永慶太郎
- 作画監督 - 昆進之介、鈴木康彦、山沢実、梶谷光春、鈴木満、佐久間信計、金子勲、木下ゆうき、香川浩、進藤満尾、橋本とよ子、栗井重紀
- 美術監督 - 新井寅雄、金子康良、渡辺章、依田正彦、香川浩、穴田利夫、たなべあきら、海藤裕美子

## 主題歌
全て作詞は谷穂ちろる、作曲はFrankie.T、編曲は松井忠重。
「君のフリーダム」
Waffleによるオープニングテーマ。
エンディングテーマ - 『ジョークDE猛ダッシュ』　
こおろぎ'73によるエンディングテーマ。

## 放送局
| 放送期間                                             | 放送時間                              | 放送局         | 対象地域       | 備考   |
| ---------------------------------------------------- | ------------------------------------- | -------------- | -------------- | ------ |
| 1987年4月7日 - 9月29日 1987年10月6日 - 1988年3月29日 | 火曜 19:00 - 19:30 火曜 18:00 - 18:25 | テレビ東京     | 関東広域圏     | 製作局 |
|                                                      |                                       | テレビ愛知     | 愛知県         |        |
|                                                      |                                       | テレビ大阪     | 大阪府         |        |
|                                                      |                                       | テレビせとうち | 岡山県・香川県 |        |
| 1987年9月29日 -                                      | 火曜 17:00 - 17:30                    | ミヤギテレビ   | 宮城県         |        |
| 1988年1月13日 - 1989年2月8日                         | 水曜 16:25 - 16:55                    | 富山テレビ     | 富山県         |        |